# Zitadelle Straßburg
Die Zitadelle Straßburg (französisch Citadelle de Strasbourg) ist eine nach Plänen von Sébastien Le Prestre de Vauban ab 1682 bis 1685 nach der Eroberung der Stadt Straßburg durch französische Truppen im Jahr 1681 errichtete Festungsanlage in Form einer fünfeckigen Bastionärbefestigung. Sie lag im Osten der Altstadt von Straßburg. Von der Zitadelle sind nördlich des Bassin Dusuzeau im Parc de la Citadelle kasemattierte Mauerstücke erhalten, die einen Teil der südöstlichen Seite des Fünfecks bildeten.

## Baubeschreibung

Die zwischen 1682 und 1685 angelegte Zitadelle bildete ein regelmäßiges Fünfeck. Der Abstand von Bastionsspitze zu Bastionsspitze beträgt etwa 350 m, die Verkleidungen der Erdwälle sind aus roten Sandsteinblöcken gemauert. In der Festung selbst lagen zahlreiche Kasernen, Depots und sonstige Gebäude wie z. B. Mühlen, Bäckereien, eine Kapelle, Offiziersunterkünfte etc., die um ein rechtwinkliges Straßensystem angeordnet waren, das auf das stadtseitige Tor hin ausgerichtet war und sich um einen zentralen quadratischen Waffenplatz gruppierte. Die Festung besaß drei Tore, ein Haupttor und zwei Nebentore, und war das Zentrum eines komplexen Systems aus zahlreichen Vorwerken, darunter ein ausgedehntes Hornwerk, das gegenüber dem Tor zur Stadtseite in Richtung Ostnordost zum Rhein hin wies. Die Zitadelle war mittels neu errichteter Wälle direkt an die vorhandene Stadtbefestigung angebunden, von der eigentlichen Stadt aber durch eine ausgedehnte Esplanade getrennt. Ihre Position war strategisch sehr günstig, da man von hier aus sowohl die Stadt als auch den nahebei vorbeifließenden Rhein beherrschen konnte. Die ebenfalls von Vauban neu angelegte Festung Kehl auf der anderen Rheinseite war nicht weit entfernt, so dass die Zitadelle als Bindeglied zwischen ihr und Straßburg selbst dienen konnte. Die Zitadelle wurde in der Befestigungsmanier angelegt, die auch als Vaubans 1. System bezeichnet wird.

## Geschichte

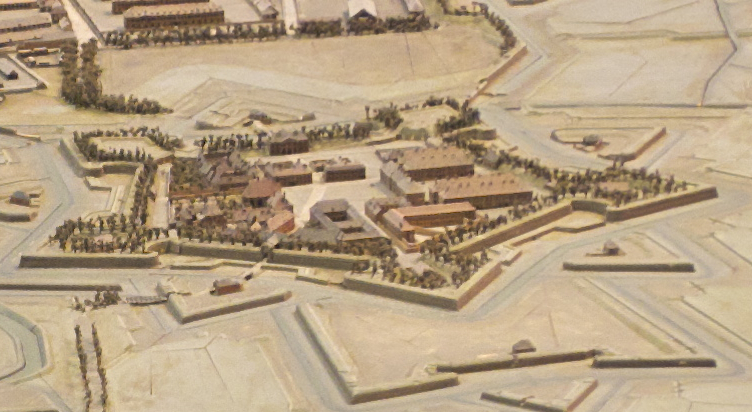
Ansicht der Zitadelle im Stadtmodell von 1830/36

Am 30. September 1681 besetzten die Truppen Ludwigs XIV. die bislang zum Heiligen Römischen Reich gehörende freie Reichsstadt Straßburg. Dies geschah auch aus strategischen Gründen zur Bereinigung der Rheingrenze, der sicheren Beherrschung des Elsass und des Oberrheingrabens und auch zum Ersatz der fünf Jahre zuvor für Frankreich verlorenen Festung Philippsburg. Bereits am 3. Oktober statteten der Generalkommissar der französischen Festungen Sébastian Le Prestre de Vauban und der Kriegsminister François Michel Le Tellier de Louvois der Stadt einen Besuch ab, um die Festungswerke eingehend zu studieren und Ausbauten in die Wege zu leiten. Nach Vorlage eines umfassenden Berichts zur Lage der Befestigungen in Straßburg mit dem Titel Situation de Strasbourg, ses défauts et ses avantages. Et les propriétés générales et particulières de la fortification, après l’exécution de son projet achevé begannen 3000 Arbeiter mit dem umfassenden Ausbau und legten zahlreiche neue Außenwerke, Schanzen und sonstige Anlagen wie Magazine und Kanäle an. Ein Kernstück  bildete die neu angelegte pentagonale Zitadelle, die im Osten der alten Reichsstadt nahe dem Rhein entstand.

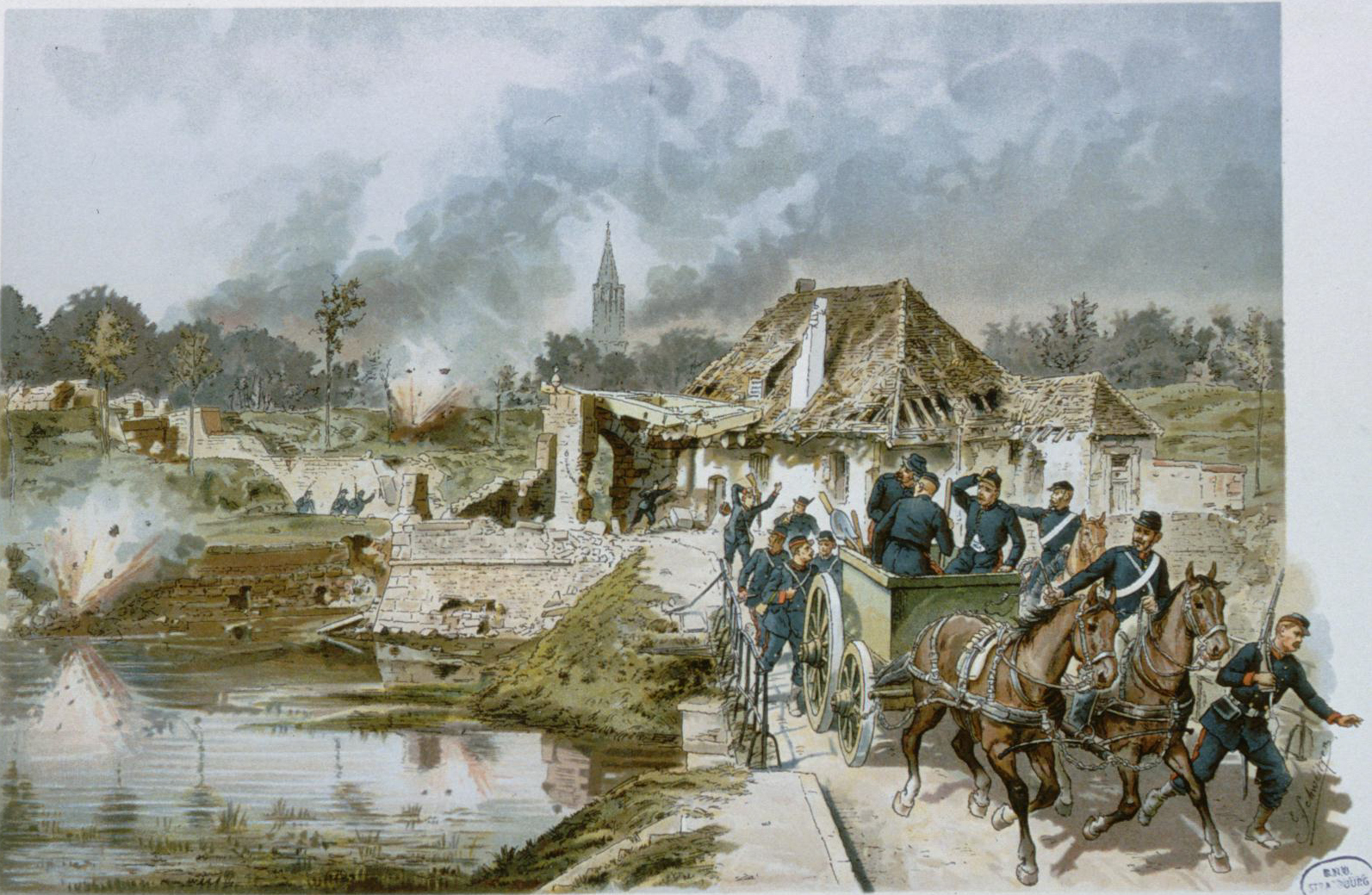
Bombardement der Zitadelle 1870

Während der Belagerung von Straßburg im Zuge des Deutsch-Französischen Krieges wurde die Zitadelle von deutschen Batterien bei Kehl wochenlang beschossen und schwer beschädigt, ein direkter Angriff unterblieb aber. Nach Kriegsende wurde die veraltete bastionierte Stadtbefestigung aufgegeben, und Straßburg erhielt ein zeitgemäßeres Festungssystem in Form eines ausgedehnten Fortringes, so dass der erhaltene Teil der Zitadelle ab etwa 1896 abgebrochen wurde, um Platz für Wohnsiedlungen zu schaffen. Nachdem Straßburg nach dem Ersten Weltkrieg mit dem Elsass an Frankreich zurückgefallen war, wurden die erhaltenen Reste der Zitadelle am 27. April 1922 zum Monument historique erklärt.

## Heutiger Zustand
Heute sind lediglich noch zwei Bastionen (Nr. 27 und 28), die sie verbindende Kurtine sowie der vorgelagerte Graben und das darin befindliche Ravelin erhalten, die in eine Grünanlage mit dem Namen Parc de la Citadelle eingebettet sind.